# 無法坦白說出口
《無法坦白說出口》，是日本摇滚樂團ZARD的第45張單曲，2009年5月27日發行。也是ZARD最后一张单曲。

## 概要
- 此單曲為ZARD第二張單曲《不可思議呀...》的B面歌曲。坂井泉水生前便打算重新編曲，而唱片公司選定在三回忌音樂會時發行。
- 此單曲在Oricon的周排行榜最高為第五名,也是ZARD第43張打入前十名的單曲。

## 收录歌曲
1. 無法坦白說出口 （素直に言えなくて ～featuring Mai Kuraki～）
  - 作詞、作曲：坂井泉水　編曲：岡本仁志
  - 坂井泉水的第一首作曲作品。
  - 和聲邀請倉木麻衣擔任。
2. Hypnosis （Hypnosis）
  - 作詞：坂井泉水　作曲、編曲：岡本仁志
  - 第28張單曲「MIND GAMES」的B面歌曲重新編製。
3. 無法坦白說出口 (Instrumental)
4. Hypnosis (Instrumental)

## 参加者
ZARD
- 坂井泉水：Vocal (#1,2)

Additional Musician
- 倉木麻衣：Guest Chorus (#1,3)